# Angie - Una donna tutta sola
Angie - Una donna tutta sola (Angie) è un film del 1994 diretto da Martha Coolidge, tratto dal romanzo di Avra Wing e interpretato da Geena Davis nella parte di Angie, una donna dal passato difficile, poiché è stata abbandonata dalla madre a tre anni.

## Premi e riconoscimenti
- 1994 – Artios Awards
  - Candidatura Miglior casting per un film commedia a Juliet Taylor